# Zásadka (zámek)
Zásadka je zřícenina renesančního zámku, který byl vybudován na místě středověkého hradu na severním okraji Sychrova u Mnichova Hradiště v okrese Mladá Boleslav v nejsevernějším výběžku Středočeského kraje. Nachází se na ostrožně na levém břehu Jizery nad jejím soutokem s Mohelkou v nadmořské výšce 260 metrů. Od roku 1967 je zapsána jako kulturní památka.

## Historie
Původně menší vladyckou tvrz nechal postavit některý z rytířů ze Zásadky, předpokládá se, že stavebníkem mohl být buď Ješek Ocas ze Zásadky nebo jeho bratr Ješek. První písemná zmínka o tvrzi pochází z roku 1406 v souvislosti s její koupí Matějem Pomazánkou ze Zlivi. V 15. století sídlo vlastnili Čuchové z Navarova a ze Zásady, kteří posléze upadli do dluhů a roku 1452 tvrz prodali Jiřímu z Poděbrad. Koncem 15. století za vlastnictví Frycka z Daliměřic je sídlo uváděno pod názvem Nová Zásadka, protože byla tvrz po změně majitelů zřejmě přestavěna a začala se označovat jako hrad. Za Jana Hrzána z Harasova (1520) a Petra Samšinského ze Samšiny (1539) se mluví o zpustlém zámku.

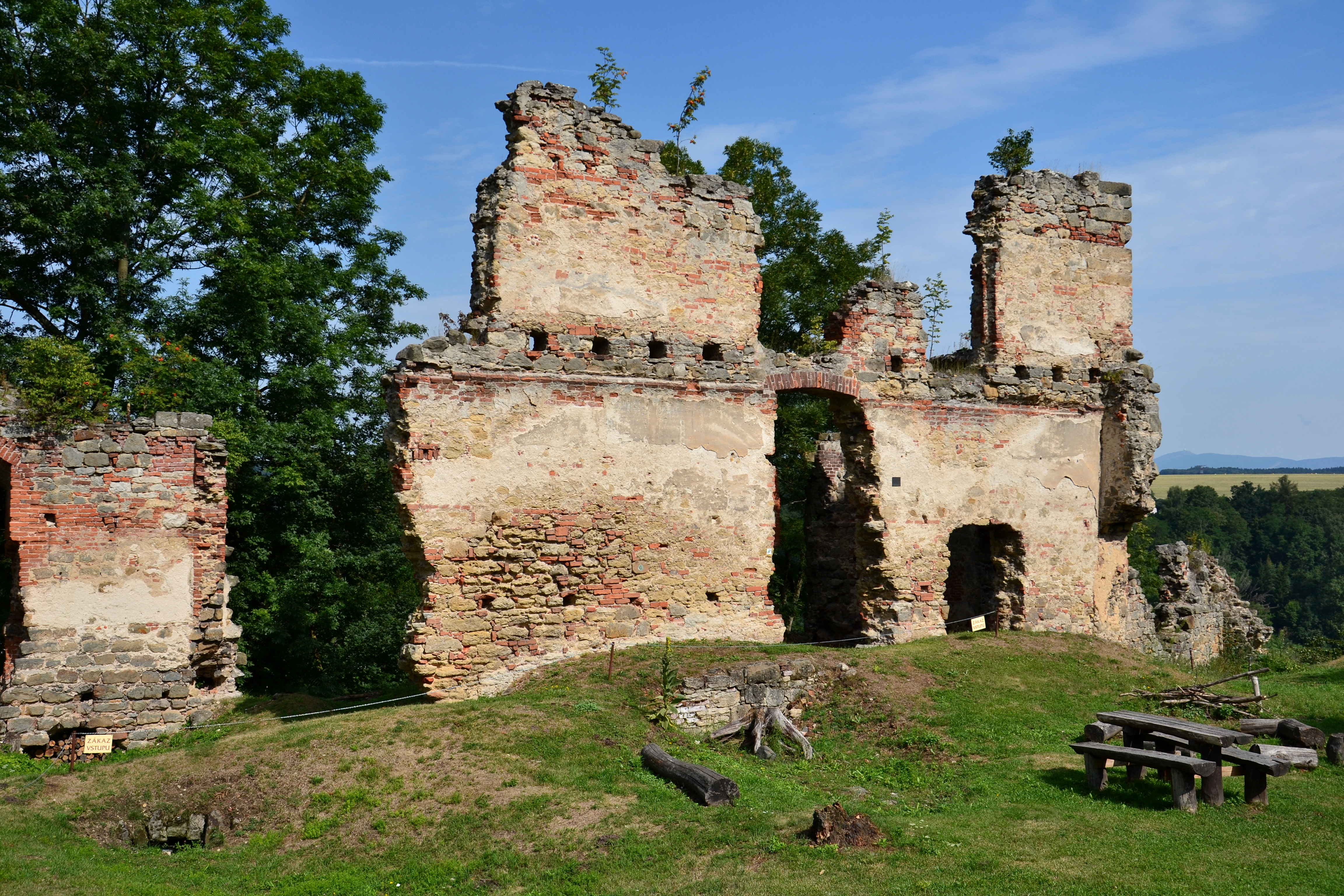
Nádvorní strana severního paláce

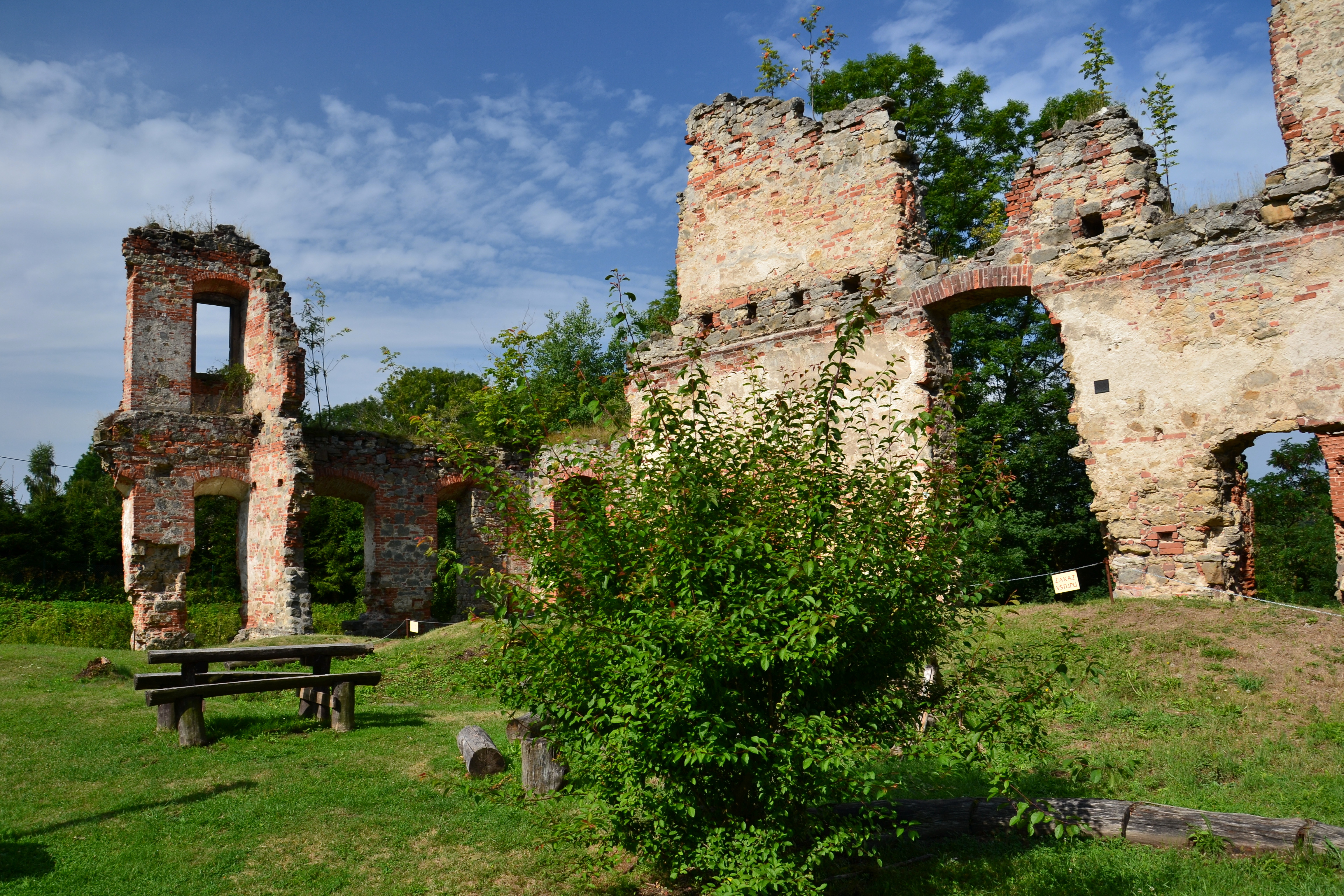
Západní roh nádvoří

V roce 1560 Zásadku koupil Zikmund Vančura z Řehnic, který hrad posléze přestavěl na renesanční zámek. Stavební úpravy zde prováděl počátkem 17. století i Václav Budovec z Budova, který sídlo koupil v roce 1604. Po rychlém střídání majitelů získávají sídlo na konci 17. století definitivně Valdštejnové, kteří ho připojují k panství Mnichovo Hradiště. Za Valdštejnů došlo k postupnému úpadku místního hospodářství. Zámek pak byl užíván až do počátku 19. století, kdy ho obýval jen panský hajný. Roku 1790 zámek vyhořel, ale ještě v roce 1820 měl střechu. Stavba postupně chátrala, definitivně se proměnila ve zříceninu v druhé polovině 19. století. V držení Valdštejnů zůstala Zásadka až do roků 1945.

## Stavební podoba
Tvrz a posléze zámek stával na levém břehu Jizery na svahu, který prudce spadá k řece.
Předchůdcem hradu byla gotická tvrz, jejíž podobu neznáme. Její součástí byla pravděpodobně čtverhranná věž u jihozápadního nároží, která se dochovala jen v podobě terénního reliktu. Čelo pozdějšího hradu chránily příkopy. Za nejstarší část dnešní zříceniny se považuje částečně zasypaný dvoutraktový palác s valeně zaklenutými suterény na severní straně. Celou severozápadní a jihozápadní stranu areálu později zaujímal výstavný renesanční palác, který přiléhal ke starší obvodové hradbě.

## Přístup
Na Zásadku odbočuje zeleně značená turistická trase, která vede strmým skalnatým stoupáním boční roklí z údolí Jizery. Směrem dolů v údolí leží obec Mohelnice nad Jizerou a trasa končí v Březině. Směrem nahoru nad Sychrovem je vrch Káčov a trasa končí v Mnichově Hradišti. Z ostrohu Zásadky je pěkný výhled na údolí Jizery, Mohelnici a Ještěd. Vstup na zříceninu je volný.